# Laudate Deum
Laudate Deum (pol. Chwalcie Boga lub Pochwalony bądź, Panie) – adhortacja papieża Franciszka, opublikowana 4 października 2023 roku w Watykanie. Jest to jego szósta adhortacja, po Evangelii gaudium, Amoris laetitia, Gaudete et exsultate, Christus vivit i Querida Amazonia. Tekst podzielony jest na 73 punkty (paragrafy).

## Geneza dokumentu
Tytuł nawiązuje do słów św. Franciszka z Asyżu oraz do encykliki Laudato si', która  ukazała się w 2015 roku. Głównym celem Laudate Deum jest ponowne wezwanie wszystkich ludzi dobrej woli do troski o ubogich i o świat – nasz wspólny dom, by przeciwdziałać m.in. marginalizacji społecznej oraz degradacji ekosystemów.
Adhortacja ukazała się dokładnie rok po premierze filmu fabularnego „The Letter” (pol. List), wyjaśniającego sens encykliki Laudato si'.

## Treść
W liście tym papież wzywa, by społeczeństwa na całym świecie zmieniły styl życia i zintensyfikowały oddolne działania dążące do zmniejszenia negatywnego wpływu człowieka na środowisko przyrodnicze, aby zaradzić postępującej katastrofie ekologicznej. Najbardziej dotyka ona ludzi ubogich, ludy rdzenne, ginące gatunki, a także przyszłość młodych ludzi. Papież nawołuje też, by politycy i bogacze działali na rzecz dobra wspólnego, a nie dla własnego zysku i partykularnych korzyści. W punkcie 28. zacytował ironiczne słowa XIX-wiecznego filozofa, Władimira Sołowjowa: „Wiek, który był tak postępowym, że wypadło mu nawet być ostatnim”. Na zakończenie, w 73. punkcie adhortacji papież podkreślił, że „człowiek, który chce zastąpić Boga, staje się najgorszym zagrożeniem dla samego siebie”.
W 2024 ukazała się książka pt. Laudate Deum. Papieża Franciszka walka o klimat, będąca zbiorem komentarzy do tej adhortacji, napisanych z polskiej perspektywy przez duchownych i świeckich.